# Кубок Ізраїлю з футболу 2008—2009
Кубок Ізраїлю з футболу 2008–2009 — 70-й розіграш кубкового футбольного турніру в Ізраїлі. Титул вдруге поспіль здобув Бейтар (Єрусалим).

## Регламент
Кубкова стадія складається з двох раундів: регіонального та національного, саме з національного раунду (1/16 фіналу) стартують клуби Прем'єр-ліги.

## 1/16 фіналу
| Команда 1                    | Рахунок       | Команда 2                      |
| ---------------------------- | ------------- | ------------------------------ |
| 13 лютого 2009               |               |                                |
| Хапоель (Бней-Лод) (2)       | 0:1           | Хапоель (Петах-Тіква)          |
| 14 лютого 2009               |               |                                |
| Хапоель (Рамат-Ган) (2)      | 0:1 дч        | Маккабі (Хайфа)                |
| Хапоель (Афула) (4)          | 0:1           | Хапоель (Ашкелон) (3)          |
| Хапоель (Раанана) (2)        | 0:1           | Бней Сахнін                    |
| Хапоель (Рамат-ха-Шарон) (2) | 0:1           | Маккабі Іроні (Кір'ят-Ата) (2) |
| Хапоель Бней Тамра (3)       | 2:1 дч        | Дімона (5)                     |
| Маккабі Іроні (Нетівот) (4)  | 0:3           | Хапоель (Акко) (2)             |
| Бней-Єгуда                   | 0:0 пен. 10:9 | Хапоель (Умм-ель-Фахм) (3)     |
| Маккабі Ахі (Назарет) (2)    | 2:1           | Хапоель (Хайфа)                |
| Хапоель (Єрусалим) (2)       | 1:4 дч        | Ашдод                          |
| Секція Нес-Ціона (3)         | 1:1 пен. 6:5  | Хапоель (Назарет-Ілліт) (3)    |
| Хапоель (Кфар-Сава) (2)      | 3:2 дч        | Маккабі (Герцлія) (2)          |
| Хакоах Маккабі Амідар        | 3:1 дч        | Хапоель (Беер-Шева) (2)        |
| Маккабі (Нетанья)            | 1:0           | Маккабі (Петах-Тіква)          |
| 15 лютого 2009               |               |                                |
| Хапоель Іроні (Кір'ят-Шмона) | 3:4           | Бейтар (Єрусалим)              |
| 16 лютого 2009               |               |                                |
| Хапоель (Тель-Авів)          | 2:0           | Маккабі (Тель-Авів)            |

## 1/8 фіналу
| Команда 1                      | Рахунок      | Команда 2               |
| ------------------------------ | ------------ | ----------------------- |
| 10 березня 2009                |              |                         |
| Маккабі (Нетанья)              | 1:0          | Хапоель Бней Тамра (3)  |
| 11 березня 2009                |              |                         |
| Бейтар (Єрусалим)              | 2:0          | Хапоель (Акко) (2)      |
| 12 березня 2009                |              |                         |
| Хапоель (Тель-Авів)            | 1:1 пен. 1:2 | Маккабі (Хайфа)         |
| 17 березня 2009                |              |                         |
| Маккабі Іроні (Кір'ят-Ата) (2) | 1:2          | Хакоах Маккабі Амідар   |
| Хапоель (Петах-Тіква)          | 1:2          | Хапоель (Кфар-Сава) (2) |
| Маккабі Ахі (Назарет) (2)      | 4:2 дч       | Хапоель (Ашкелон) (3)   |
| Ашдод                          | 1:0          | Секція Нес-Ціона (3)    |
| 18 березня 2009                |              |                         |
| Бней-Єгуда                     | 0:2          | Бней Сахнін             |

## 1/4 фіналу
| Команда 1                 | Рахунок      | Команда 2             |
| ------------------------- | ------------ | --------------------- |
| 22 квітня 2009            |              |                       |
| Маккабі (Нетанья)         | 1:0 дч       | Бней Сахнін           |
| Хапоель (Кфар-Сава) (2)   | 1:2          | Бейтар (Єрусалим)     |
| Ашдод                     | 2:2 пен. 2:4 | Хакоах Маккабі Амідар |
| Маккабі Ахі (Назарет) (2) | 0:4          | Маккабі (Хайфа)       |

## 1/2 фіналу
| Команда 1         | Рахунок      | Команда 2             |
| ----------------- | ------------ | --------------------- |
| 13 травня 2009    |              |                       |
| Бейтар (Єрусалим) | 2:1          | Хакоах Маккабі Амідар |
| Маккабі (Хайфа)   | 1:1 пен. 5:4 | Маккабі (Нетанья)     |

## Фінал
| 26 травня 2009 19:00 (EEST) |

| Бейтар (Єрусалим)        | 2:1 | Маккабі (Хайфа) |
| ------------------------ | --- | --------------- |
| Альварес 19' Баручян 38' |     | Каял 88'        |

| Стадіон «Рамат-Ган», Рамат-Ган Арбітр: Алон Єфет |